# Liste des titres de noblesse créés par Juan Carlos Ier

Le roi Juan Carlos Ier d'Espagne a attribué 55 titres de noblesse au cours de son règne, faisant ainsi usage de la prérogative que la Constitution espagnole lui reconnaît en qualité de roi d'Espagne.

## Chronologie

### Contexte
L'octroi de titres de noblesse est une faculté royale qui remonte au Moyen Âge, où l'octroi de seigneuries territoriales était à la fois un moyen, pour le prince souverain, de récompenser les services rendus sur champ de bataille par les chevaliers qui s'y étaient montrés particulièrement méritants.

### État espagnol
En Espagne, avec l'arrivée au pouvoir de Francisco Franco, l'octroi de titres nobiliaires, suspendu lors de la Seconde République, est repris, Franco s'appuyant alors sur la Loi de succession du chef de l'État. Se basant sur la même source normative, Juan Carlos Ier accorda huit titres lorsqu'il est monté sur le trône en 1975. Ainsi, en plus des titres accordés à la veuve et la fille de Francisco Franco, il titra plusieurs personnages de la transition, dont deux anciens présidents du gouvernement. Cinq des titres de noblesse conférés par Juan Carlos pendant cette période sont supprimés par la loi sur la mémoire démocratique entrée en vigueur le 21 octobre 2022.

### Monarchie constitutionnelle de 1978
À partir de 1978 et à la suite de la promulgation de la Constitution, Juan Carlos Ier a continué à accorder de façon relativement sporadique (Franco créa 54 titres en 36 ans) des titres de noblesse en vertu de l'article 62.f de celle-ci.
L'octroi d'un titre est la plus grande distinction que peut concéder le roi, puisqu'il ne distingue pas simplement la personne à qui il est concédé, mais aussi toute sa progéniture tant que celle-ci existe.
Bien que soumis en principe, comme presque tout autre décret royal, au contreseing du cabinet ministériel, elle est une action discrétionnaire du monarque.
De son accession à son abdication, Juan Carlos Ier a accordé un total de 51 titres, principalement à des personnes du monde des arts, des sciences, de la politique, mais aussi à des veuves et descendants de personnes du monde de la culture, hommes d'affaires, membres de sa maison et certains membres de sa famille.
Il a offert un titre avec grandesse d'Espagne à tous les anciens présidents du gouvernement. Cependant, Felipe González et José María Aznar (les deux derniers), n'en ont pas reçu, le premier ayant décliné l'offre et le second n'étant pas encore retiré de la vie politique.

## Privilèges
Cette distinction, qui est considérée comme la plus importante que peut donner le roi, ne suppose actuellement aucun véritable privilège, sauf le prédicat d'Excellence accordé à ceux titulaires de la grandesse d'Espagne (ou duchés, ceux-ci ayant implicitement la Grandesse d'Espagne) ou celui d'Illustre pour les autres titres. Les consorts légaux des titulaires, ainsi que les conjoints veufs ont le même prédicat que les titulaires.
Il est coutume en Espagne que tous les conjoints de personnes anoblies (hommes ou femmes) portent également le titre de consort. Ainsi, Alfonso Díez Carabantes, dernier époux de la duchesse d'Albe de Tormes, Cayetana Fitz-James Stuart, était duc consort d'Albe de Tormes. À la suite de son décès, il est devenu duc veuf d'Albe de Tormes. De la même façon, lorsque Luisa Isabel Álvarez de Toledo y Maura, 21e duchesse de Medina Sidonia, épousa in articulo mortis sa secrétaire, Liliane Dahlman, cette dernière devint pour quelques heures duchesse consort de Medina Sidonia. Elle est aujourd'hui duchesse veuve de Medina Sidonia.
Le dernier privilège aboli de l'aristocratie espagnole était, dans le cas des grands d'Espagne, le droit de posséder un passeport diplomatique, en tant que représentants du Royaume, mais certaines traditions perdurent encore, comme «l'obligation» de demander une audience au Roi afin qu'il leur accorde l'autorisation nécessaire pour se marier.

## Imposition
Exercer le droit d'utiliser officiellement un titre en Espagne est considéré comme un fait imposable, au titre de l'impôt sur les transmissions patrimoniales et actes juridiques documentés. Le montant de cet impôt dépend du type de titre, ainsi que de l'existence ou non de grandesse d'Espagne, et est le suivant.
| Fait imposable                   | Transm. directe        | Transm. transversale   | Réhabilit ou tit. étranger |
| -------------------------------- | ---------------------- | ---------------------- | -------------------------- |
| Pour chaque titre avec grandesse | 295.400 ₧ (1.775,39 €) | 738.450 ₧ (4.438,17 €) | 1.772.350 ₧ (10.652,04 €)  |
| Pour chaque grandesse sans titre | 211.000 ₧ (1.268,14 €) | 527.500 ₧ (3.170,34 €) | 1.266.950 ₧ (7.614,52€)    |
| Pour chaque titre sans grandesse | 84.400 ₧ (507,25 €)    | 211.000 ₧ (1.168,14 €) | 506.400 ₧ (3.043,53 €)     |

## Types de titres octroyés
Le rang du titre choisi n'obéit à aucune règle précise, et le roi accorde généralement le rang qu'il souhaite, bien que les Duchés et les grandesses d'Espagne (que les premiers ont implicitement) sont réservés aux personnes les plus proches du roi ou à l'occasion d'une reconnaissance spéciale.
Dans certains cas où la personne avait déjà un titre de noblesse, le roi lui a simplement uni la grandesse d'Espagne.
Ainsi, depuis son intronisation en 1975 et jusqu'à son abdication en 2014, Juan Carlos I a accordé tous les types de titres de noblesse, à savoir:
- 1 infantat
- 6 duchés
- 35 marquisats (4 avec GE)
- 6 comtés (1 avec GE)
- 1 baronnie
- 1 seigneurie (GE)
- 5 grandesses d'Espagne

## Liste des titres accordés
Ci-dessous sont répertoriés l'année de création, le titre, premier titulaire et les mérites, occupation ou circonstances qui ont occasionné la concession.
Ne sont pas inclus tous les titres créés tacitement après la sanction du décret royal 1368/1987, du 6 novembre, régissant les titres, les traitements et les honneurs de la famille royale et des régents.
| Année de création | Titre octroyé                                                     | Premier titulaire                                             | Nature du titulaire                                                                                                 | Décret royal                                                                  |
| ----------------- | ----------------------------------------------------------------- | ------------------------------------------------------------- | --- | ----------------------------------------------------------------------------- |
| 1975              | Seigneurie de Meirás avec Grandesse d'Espagne                     | María del Carmen Polo y Martínez-Valdés                       | Veuve de Francisco Franco Bahamonde.                                                                                | Decreto-Ley 18/1975, de 26 de noviembre                                       |
| 1975              | Duché de Franco avec Grandesse d'Espagne                          | María del Carmen Franco y Polo                                | Fille de Francisco Franco Bahamonde.                                                                                | Decreto 3028/1975, de 26 de noviembre                                         |
| 1976              | Grandesse d'Espagne à unir au marquisat de Lozoya                 | Juan de Contreras y López de Ayala                            | Historien, écrivain, directeur de l'AEBAR, d l'IE, de la RABASF et vice-président de l'Hispanic Society of America. | Real Decreto 289/1976, de 20 de febrero                                       |
| 1976              | Marquisat d'Arias Navarro avec Grandesse d'Espagne                | Carlos Arias Navarro                                          | Ancien président du Gouvernement d'Espagne.                                                                         | Real Decreto 1618/1976, de 2 de julio                                         |
| 1977              | Comté de Rodríguez de Valcárcel                                   | Alejandro Rodríguez de Valcárcel y Nebreda (à titre posthume) | Ancien président du Conseil de Régence.                                                                             | Real Decreto 23/1977, de 5 de enero                                           |
| 1977              | Comté d'Iturmendi                                                 | Rita Gómez Nales                                              | En mémoire d'Antonio Iturmendi Bañales, ancien président du Conseil de Régence.                                     | Real Decreto 24/1977, de 5 de enero                                           |
| 1977              | Duché de Fernández-Miranda                                        | Torcuato Fernández-Miranda Hevia                              | Ancien président des Cortes Generales y ancien président provisoire du Gouvernement.                                | Real Decreto 1203/1977, de 31 de mayo                                         |
| 1980              | Comté de Villacieros                                              | Antonio Villacieros Benito                                    | Diplomate et ancien chef du protocole de la maison du roi.                                                          | Real Decreto 270/1980, de 9 de febrero                                        |
| 1981              | Duché de Suárez                                                   | Adolfo Suárez González                                        | Ancien président du Gouvernement d'Espagne.                                                                         | Real Decreto 254/1981, de 25 de febrero                                       |
| 1981              | Duché de Soria                                                    | Infanta Margarita de Borbón y Borbón                          | Sœur du roi Juan Carlos I.                                                                                          | Real Decreto 1216/1981, de 23 de junio                                        |
| 1981              | Marquisat de Salobreña                                            | Andrés Segovia Torres                                         | Guitariste. | Real Decreto 1225/1981, de 24 de junio                                        |
| 1981              | Marquisat de Bradomín                                             | Carlos Luis del Valle-Inclán y Blanco                         | En mémoire de Ramón del Valle-Inclán, dramaturge, romancier et poète.                                               | Real Decreto 1226/1981, de 24 de junio                                        |
| 1982              | Marquisat de Dalí de Pubol                                        | Salvador Dalí i Domènech                                      | Peintre surréaliste.                                                                                                | Real Decreto 1676/1982, de 24 de julio Real Decreto 1377/1983, de 20 de abril |
| 1986              | Marquisat de Tarradellas                                          | Josep Tarradellas i Joan                                      | Ancien président de la Généralité de Catalogne.                                                                     | Real Decreto 1518/1986, de 24 de julio                                        |
| 1983              | Grandesse d'Espagne à unir au marquisat de Valenzuela de Tahuarda | Joaquín María de Valenzuela y Alcíbar-Jáuregui                | Militaire, ancien chef du Quartier Militaire de la Maison du Roi.                                                   | Real Decreto 370/1983, de 3 de febrero                                        |
| 1987              | Marquisat de Marañón avec Grandesse d'Espagne                     | Gregorio Marañón y Moya                                       | En mémoire de Gregorio Marañón y Posadillo, médecin, scientifique et humaniste.                                     | Real Decreto 600/1987, de 5 de mayo                                           |
| 1991              | Marquisat de Águilas                                              | Alfonso Escámez López                                         | Banquier, Sénateur des Cortes Constituantes.                                                                        | Real Decreto 1859/1991, de 30 de diciembre                                    |
| 1991              | Marquisat des Jardines de Aranjuez                                | Joaquín Rodrigo Vidré                                         | Compositeur, prix Prince des Asturies des Arts.                                                                     | Real Decreto 1860/1991, de 30 de diciembre                                    |
| 1991              | Marquisat de Samaranch                                            | Juan Antonio Samaranch Torelló                                | Président du Comité Olympique International (1980-2001).                                                            | Real Decreto 1861/1991, de 30 de diciembre                                    |
| 1992              | Comté de Latores avec Grandesse d'Espagne                         | Sabino Fernández Campo                                        | Militaire, ancien chef de la Maison du Roi.                                                                         | Real Decreto 445/1992, de 30 de abril                                         |
| 1993              | Grandesse d'Espagne à unir au comté de los Gaitanes               | Luis de Ussía y Gavaldá                                       | Président du Conseil Privé du comte de Barcelone.                                                                   | Real Decreto 1019/1993, de 25 de junio                                        |
| 1994              | Comté des Alixares                                                | Emilio García Gómez                                           | Prix Prince des Asturies, directeur de la RAH, académicien de la RAE.                                               | Real Decreto 2006/1994, de 7 de octubre                                       |
| 1994              | Marquisat de Puebla de Cazalla                                    | Javier Benjumea Puigcerver                                    | Fondateur de Abengoa et de la Fundation Focus.                                                                      | Real Decreto 2007/1994, de 7 de octubre                                       |
| 1994              | Marquisat de Gutiérrez-Mellado                                    | Manuel Gutiérrez Mellado                                      | Capitaine général et homme politique.                                                                               | Real Decreto 2008/1994, de 7 de octubre                                       |
| 1994              | Marquisat du Pedroso de Lara                                      | José Manuel Lara Hernández                                    | Rédacteur-en-chef du groupe Planeta.                                                                                | Real Decreto 2009/1994, de 7 de octubre                                       |
| 1994              | Infantat d'España                                                 | Carlos de Borbón-Dos Sicilias y Borbón-Parma                  | Héritier des droits de la couronne du royaume des Deux-Siciles.                                                     | Real Decreto 2412/1994, de 16 de diciembre                                    |
| 1995              | Duché de Lugo                                                     | Elena de Borbón y Grecia                                      | Fille de Juan Carlos I.                                                                                             | Real Decreto 323/1995, de 3 de marzo                                          |
| 1996              | Marquisat d'Iria Flavia                                           | Camilo José Cela Trulock                                      | Écrivain, prix Nobel de Littérature.                                                                                | Real Decreto 1137/1996, de 17 de mayo                                         |
| 1997              | Duché de Palma de Majorque                                        | Cristina de Borbón y Grecia                                   | Fille de Juan Carlos I.                                                                                             | Real Decreto 1502/1997, de 26 de septiembre                                   |
| 2002              | Marquisat de la Ría de Ribadeo avec Grandesse d'Espagne           | Leopoldo Calvo-Sotelo y Bustelo                               | Ancien président du Gouvernement d'Espagne.                                                                         | Real Decreto 591/2002, de 24 de junio                                         |
| 2002              | Grandesse d'Espagne à unir à la vicomté du Castillo de Almansa    | José Fernando de Almansa y Moreno-Barreda                     | Ancien chef de la Maison du Roi.                                                                                    | Real Decreto 592/2002, de 24 de junio                                         |
| 2003              | Marquisat du Valle de Tena avec Grandesse d'Espagne               | Guillermo Luca de Tena y Brunet                               | Rédacteur-en-chef du journal ABC.                                                                                   | Real Decreto 817/2003, de 23 de junio                                         |
| 2003              | Marquisat de la Ribera del Sella                                  | Antonio Durán Tovar                                           | Homme d'affaires, président de Dragados.                                                                            | Real Decreto 818/2003, de 23 de junio                                         |
| 2003              | Marquisat de Oró                                                  | Juan Oró Florensa                                             | Scientifique. | Real Decreto 819/2003, de 23 de junio                                         |
| 2004              | Marquisat de Garrigues                                            | Antonio Garrigues Díaz-Cañabate                               | Juriste et diplomate.                                                                                               | Real Decreto 1/2004, de 8 de enero                                            |
| 2005              | Grandesse d'Espagne à unir au comté de Casa Dávalos               | Martín de Riquer y Morera                                     | Académicien de la RAE, sénateur, prix Prince des Asturies.                                                          | Real Decreto 447/2005, de 18 de abril                                         |
| 2008              | Grandesse d'Espagne à unir au comté de Godó                       | Javier de Godó y Muntañola                                    | Rédacteur-en-chef du journal La Vanguardia.                                                                         | Real Decreto 1173/2008, de 11 de julio                                        |
| 2008              | Marquisat de Guadalcanal                                          | Antonio Fontán Pérez                                          | Professeur d'université, journaliste et ancien président du Sénat d'Espagne.                                        | Real Decreto 1174/2008, de 11 de julio                                        |
| 2008              | Marquisat de Canero                                               | Margarita Salas Falgueras                                     | Biochimiste, scientifique.                                                                                          | Real Decreto 1175/2008, de 11 de julio                                        |
| 2008              | Marquisat de O'Shea                                               | Paloma O'Shea Artiñano                                        | Épouse d'Emilio Botín-Sanz de Sautuola García de los Ríos, philanthrope et pianiste.                                | Real Decreto 1176/2008, de 11 de julio                                        |
| 2010              | Marquisat de Oreja                                                | Marcelino Oreja Aguirre                                       | Homme politique et diplomate.                                                                                       | Real Decreto 430/2010, de 8 de abril                                          |
| 2010              | Marquisat de Castrillón                                           | Gonzalo Anes y Álvarez de Castrillón                          | Historien. | Real Decreto 431/2010, de 8 de abril                                          |
| 2010              | Marquisat de Asiaín                                               | José Ángel Sánchez Asiaín                                     | Banquier. | Real Decreto 432/2010, de 8 de abril                                          |
| 2010              | Marquisat de Tápies                                               | Antoni Tàpies i Puig                                          | Peintre et sculpteur.                                                                                               | Real Decreto 433/2010, de 8 de abril                                          |
| 2010              | Baronnie de Perpinyá                                              | Roser Rahola d'Espona                                         | Veuve de Jaume Vicens Vives.                                                                                        | Real Decreto 434/2010, de 8 de abril                                          |
| 2010              | Marquisat de Laserna                                              | Íñigo Moreno de Arteaga                                       | En compensation pour la perte du marquisat de Laula.                                                                | Real Decreto 435/2010, de 8 de abril                                          |
| 2011              | Marquisat de Vargas Llosa                                         | Jorge Mario Vargas Llosa                                      | Écrivain, prix Nobel de Littérature.                                                                                | Real Decreto 134/2011, de 3 de febrero                                        |
| 2011              | Marquisat de Del Bosque                                           | Vicente del Bosque González                                   | Ancien footballeur, entraîneur et sélectionneur de la sélection espagnole de football.                              | Real Decreto 135/2011, de 3 de febrero                                        |
| 2011              | Marquisat d'Ibias                                                 | Aurelio Menéndez Menéndez                                     | Ancien ministre, juriste et professeur d'université.                                                                | Real Decreto 136/2011, de 3 de febrero                                        |
| 2011              | Marquisat de Villar Mir                                           | Juan Miguel Villar Mir                                        | Ancien ministre et homme d'affaires.                                                                                | Real Decreto 137/2011, de 3 de febrero                                        |
| 2011              | Marquisat de Pereira Coutinho                                     | Vasco Manuel de Quevedo Pereira Coutinho                      | Homme d'affaires.                                                                                                   | Real Decreto 502/2011, de 7 de abril                                          |
| 2011              | Marquisat de Daroca                                               | Ángel Antonio Mingote Barrachina                              | Dessinateur, humoriste graphique, écrivain et académicien.                                                          | Real Decreto 1772/2011, de 1 de diciembre                                     |
| 2014              | Marquisat de Crémenes                                             | David Álvarez Díez                                            | Homme d'affaires.                                                                                                   | Real Decreto 351/2014, de 13 de mayo                                          |
| 2014              | Marquisat de Fuster                                               | Valentín Fuster Carulla                                       | Cardiologue. | Real Decreto 352/2014, de 13 de mayo                                          |
| 2014              | Marquisat de Grisolía                                             | Santiago Grisolía García                                      | Biochimiste. | Real Decreto 353/2014, de 13 de mayo                                          |
| 2014              | Comté de Gisbert                                                  | María del Carmen Iglesias Cano                                | Historienne. | Real Decreto 354/2014, de 13 de mayo                                          |